# Молодёжный Кубок Либертадорес
Молодёжный Ку́бок Либертадо́рес (исп. Copa Libertadores Sub-20; Conmebol Libertadores Sub-20, порт. Libertadores Sub-20) — футбольное соревнование для молодёжных команд клубов, являющихся чемпионами стран Южной Америки. В турнире участвуют 12 клубов — 10 чемпионов стран-членов КОНМЕБОЛ, действующий обладатель трофея, а также клуб-представитель страны-организатора. В 2012 году в турнире участвовало 16 клубов. Турнир проводится в короткие сроки на территории одной страны-организатора и по своей структуре больше похож на Кубок Америки — за исключением того, что плей-офф начинается сразу же с полуфинала (кроме турнира 2012 года).
В апреле 2022 года КОНМЕБОЛ и УЕФА договорились о создании Молодёжного межконтинентального кубка, в котором сыграют победители Молодёжного Кубка Либертадорес и Юношеской лиги УЕФА.

## История
Молодёжный Кубок Либертадорес был создан по инициативе Федерации перуанского футбола. Перуанцы предложили проводить турнир для лучших молодёжных (до 20 лет) команд своих федераций на территории одной заранее выбранной страны-организатора. Идея была поддержана КОНМЕБОЛ, и в июне 2011 года в Лиме состоялся первый розыгрыш, завершившийся победой хозяев — «Университарио».
Формат первого розыгрыша полностью копировал систему Кубка Америки в те годы — три группы по четыре команды, плей-офф начинался с четвертьфинала. Второй розыгрыш состоялся в 2012 году. На этот раз в Лиму приехало 16 команд. Специальные приглашения получили аргентинский «Ривер Плейт», испанский «Атлетико Мадрид», а также одно место было предоставлено лучшей молодёжной команде Мексики — ей стала «Америка». Именно «Ривер Плейт» стал вторым победителем Молодёжного Кубка Либертадорес.
Третий розыгрыш прошёл через четыре года в Парагвае. С этого турнира стал использоваться ныне действующий формат — три группы по четыре команды играют по одному матчу друг с другом, а плей-офф начинается сразу с полуфинала. Победителем стал бразильский «Сан-Паулу». Молодёжный Кубок Либертадорес стал проводиться один раз в два года. Следующие розыгрыши, которые прошли в Уругвае и Парагвае, выиграли «Насьональ» и эквадорский «Индепендьенте дель Валье» соответственно.
В феврале 2022 года в Кито проходил шестой розыгрыш Молодёжного Кубка Либертадорес. В связи с очерёдностью в два года турнир смог избежать каких-либо переносов, связанных с пандемией COVID-19, начавшейся в 2020 году. Эквадор был представлен на турнире рекордным числом клубов — тремя. Это связано с тем, что «Индепендьенте дель Валье», получил прямую путёвку на правах действующего победителя, ЛДУ Кито квалифицировался благодаря победе в национальном первенстве для игроков не старше 18 лет, а «Оренсе», занявший в том турнире 3-е место, получил место в Молодёжном КЛ как представитель страны-организатора. Победителем стал уругвайский «Пеньяроль», сумевший в серии пенальти (4:3) обыграть «Индепендьенте дель Валье».

## Результаты розыгрышей
| Год              | Место проведения | Чемпион                      | Счёт           | Вице-чемпион             | 3-е место                | Счёт           | 4-е место       |
| ---------------- | ---------------- | ---------------------------- | -------------- | ------------------------ | ------------------------ | -------------- | --------------- |
| 2011 Подробности | Перу             | Университарио (1)            | 1:1 (пен. 4:2) | Бока Хуниорс             | Америка (Мехико)         | 1:0            | Альянса Лима    |
| 2012 Подробности | Перу             | Ривер Плейт (1)              | 1:0            | Дефенсор Спортинг        | Коринтианс               | 2:1            | Унион Эспаньола |
| 2016 Подробности | Парагвай         | Сан-Паулу (1)                | 1:0            | Ливерпуль (Монтевидео)   | Кортулуа                 | 1:0            | Ланус           |
| 2018 Подробности | Уругвай          | Насьональ (1)                | 2:1            | Индепендьенте дель Валье | Ривер Плейт (Монтевидео) | 1:1 (пен. 5:4) | Сан-Паулу       |
| 2020 Подробности | Парагвай         | Индепендьенте дель Валье (1) | 2:1            | Ривер Плейт              | Фламенго                 | 5:2            | Либертад        |
| 2022 Подробности | Эквадор          | Пеньяроль (1)                | 1:1 (пен. 4:3) | Индепендьенте дель Валье | Гуарани (Асунсьон)       | 3:2            | Каракас         |